# Rivareyte (Pyrénées-Atlantiques)
Pour les articles homonymes, voir Rivareyte.
Rivareyte est une ancienne commune française du département des Pyrénées-Atlantiques. Le 5 août 1842, la commune fusionne avec Osserain pour former la nouvelle commune d'Osserain-Rivareyte.

## Géographie
Rivareyte fait partie de la province basque de Soule et du Lauhire sur la rive droite du Saison, situé à peu de distance de sa confluence avec le gave d'Oloron.

## Toponymie
Son nom basque est Erribareita et son nom béarnais est Arrivarèita.
Le toponyme Rivareyte apparaît sous les formes Arribarreyte (1385, notaires de Navarrenx et 1690) et Riverreite (1801, Bulletin des lois).

## Démographie
| 1793 | 1800 | 1806 | 1821 | 1831 | 1836 |
| ---- | ---- | ---- | ---- | ---- | ---- |
| 118  | 120  | 110  | 106  | 134  | 132  |

## Pour approfondir